# Norwich Union Grand Prix
Norwich Union Grand Prix — пригласительный снукерный турнир, проходивший в конце 80-х — начале 90-х годов в Европе.
Турнир включал в себя ряд матчей с участием четырёх профессиональных снукеристов, которые игрались в различных отелях по всей Европе, с финалом в Монте-Карло. Впервые за 14 лет компания Norwich Union стала спонсором турнира по этой игре.
Несмотря на свою относительную популярность и хорошее финансирование, Norwich Union Grand-Prix никогда не входил в расписание мэйн-тура. 

## Победители
| Чемпион     | Финалист      | Счёт | Сезон   | Приз победителю |
| ----------- | ------------- | ---- | ------- | --------------- |
| Стив Дэвис  | Джимми Уайт   | 5:3  | 1988/89 | £ 50 000        |
| Джо Джонсон | Стивен Хендри | 5:4  | 1989/90 | £ 20 000        |
| Джон Пэррот | Стив Дэвис    | 4:2  | 1990/91 | £ 25 000        |